# Joseph en Égypte
Joseph en Égypte (en italien, Giuseppe in Egitto) est une peinture à l'huile datant de 1518 environ, réalisée par le peintre toscan Jacopo Carucci, dit le Pontormo. L'œuvre qui mesure 96,5 × 109,5 cm est conservée à la National Gallery de Londres.
Le tableau faisait partie de la décoration de la Chambre nuptiale Borgherini.